# Copa d'Àfrica de Nacions 1994
El 1994 es disputà la dinovena edició de la Copa d'Àfrica de Futbol, a Tunísia, que reemplaçà els organitzadors originals, el Zaire. Es mantingué el format de l'edició anterior. Nigèria fou el campió després de derrotar Zàmbia per 2 a 1, en la final.

## Fase de classificació

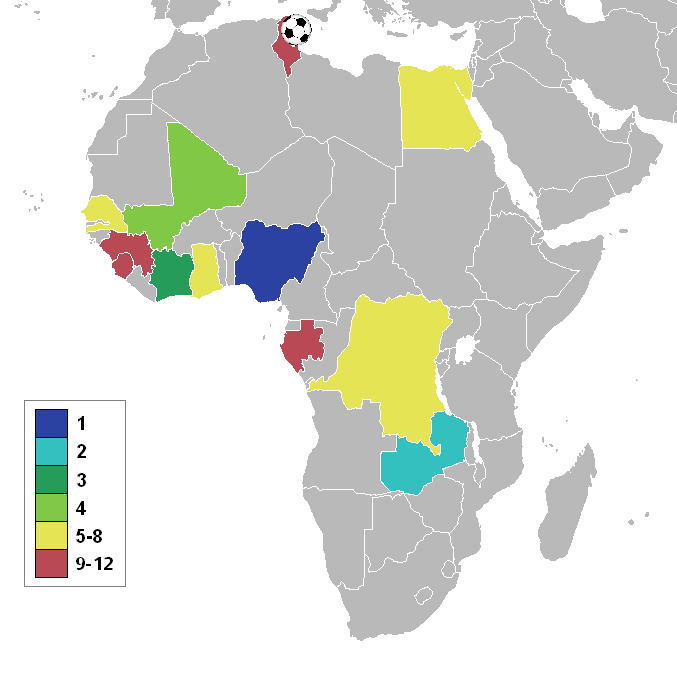
Equips participants.

Hi participaren aquestes 12 seleccions:
| Equips                        | Participacions anteriors                                                           | Millor resultat                    |
| ----------------------------- | ---------------------------------------------------------------------------------- | ---------------------------------- |
| Costa d'Ivori (vigent campió) | 10 (1965, 1968, 1970, 1974, 1980, 1984, 1986, 1988, 1990 i 1992)                   | Campions (1992)                    |
| Egipte                        | 13 (1957, 1959, 1962, 1963, 1970, 1974, 1976, 1980, 1984, 1986, 1988, 1990 i 1992) | Campions (1957, 1959 i 1986)       |
| Gabon                         | Debutants                                                                          | Debutants                          |
| Ghana                         | 9 (1963, 1965, 1968, 1970, 1978, 1980, 1982, 1984 i 1992)                          | Campions (1963, 1965, 1978 i 1982) |
| Guinea                        | 4 (1970, 1974, 1976 i 1980)                                                        | Finalista (1976)                   |
| Mali                          | 1 (1972)                                                                           | Finalista (1972)                   |
| Nigèria                       | 9 (1963, 1976, 1978, 1980, 1982, 1984, 1988, 1990 i 1992)                          | Campions (1980)                    |
| Senegal¹                      | 5 (1965, 1968, 1986, 1990 i 1992)                                                  | Quart (1965 i 1990)                |
| Sierra Leone                  | Debutants                                                                          | Debutants                          |
| Tunísia (amfitrió)            | 5 (1962, 1963, 1965, 1978 i 1982)                                                  | Finalistes (1965)                  |
| Zaire                         | 8 (1965, 1968, 1970, 1972, 1974, 1976, 1988 i 1992)                                | Campions (1968 i 1974)             |
| Zàmbia                        | 6 (1974, 1978, 1982, 1986, 1990 i 1992)                                            | Finalistes (1974)                  |

¹ Inicialment es va classificar Algèria, però va ser desqualificada i la va substituir el Senegal.

## Seus
| Tunis                   | Tunis                 |
| ----------------------- | --------------------- |
| Estadi El Menzah        | Estadi Chedli Zouiten |
| Capacitat: 45.000       | Capacitat: 18.000     |
|                         |                       |
| Sussa                   | TunisSussa            |
| Estadi Olímpic de Sussa | TunisSussa            |
| Capacitat: 28.000       | TunisSussa            |
|                         | TunisSussa            |

## Competició

### Primera fase

#### Grup A
| Pos | Equip       | PJ | PG | PE | PP | GF | GC | DG | Pts | Classificació          |
| --- | ----------- | -- | -- | -- | -- | -- | -- | -- | --- | ---------------------- |
| 1   | Zaire       | 2  | 1  | 1  | 0  | 2  | 1  | +1 | 3   | Avança a la fase final |
| 2   | Mali        | 2  | 1  | 0  | 1  | 2  | 1  | +1 | 2   | Avança a la fase final |
| 3   | Tunísia (H) | 2  | 0  | 1  | 1  | 1  | 3  | −2 | 1   |                        |

| Tunísia | 0–2 | Mali                       |
| ------- | --- | -------------------------- |
|         |     | Coulibaly 25' · Sidibé 34' |

| Mali | 0–1 | Zaire       |
| ---- | --- | ----------- |
|      |     | 48' Basaula |

| Tunísia            | 1–1 | Zaire    |
| ------------------ | --- | -------- |
| Rouissi 43' (pen.) |     | Ngoy 55' |

#### Grup B
| Pos | Equip   | PJ | PG | PE | PP | GF | GC | DG | Pts | Classificació          |
| --- | ------- | -- | -- | -- | -- | -- | -- | -- | --- | ---------------------- |
| 1   | Egipte  | 2  | 1  | 1  | 0  | 4  | 0  | +4 | 3   | Avança a la fase final |
| 2   | Nigèria | 2  | 1  | 1  | 0  | 3  | 0  | +3 | 3   | Avança a la fase final |
| 3   | Gabon   | 2  | 0  | 0  | 2  | 0  | 7  | −7 | 0   |                        |

| Nigèria                       | 3–0 | Gabon |
| ----------------------------- | --- | ----- |
| Yekini 18', 88' · Adepoju 72' |     |       |

| Egipte                                           | 4–0 | Gabon |
| ------------------------------------------------ | --- | ----- |
| Mansour 1' · El-Gamal 22' · Abdel Samad 55', 59' |     |       |

| Nigèria | 0–0 | Egipte |
| ------- | --- | ------ |
|         |     |        |

#### Grup C
| Pos | Equip         | PJ | PG | PE | PP | GF | GC | DG | Pts | Classificació          |
| --- | ------------- | -- | -- | -- | -- | -- | -- | -- | --- | ---------------------- |
| 1   | Zàmbia        | 2  | 1  | 1  | 0  | 1  | 0  | +1 | 3   | Avança a la fase final |
| 2   | Costa d'Ivori | 2  | 1  | 0  | 1  | 4  | 1  | +3 | 2   | Avança a la fase final |
| 3   | Sierra Leone  | 2  | 0  | 1  | 1  | 0  | 4  | −4 | 1   |                        |

| Costa d'Ivori                  | 4–0 | Sierra Leone |
| ------------------------------ | --- | ------------ |
| Tiéhi 19', 63', 70' · Guel 35' |     |              |

| Zàmbia | 0–0 | Sierra Leone |
| ------ | --- | ------------ |
|        |     |              |

| Zàmbia       | 1–0 | Costa d'Ivori |
| ------------ | --- | ------------- |
| Malitoli 79' |     |               |

#### Grup D
| Pos | Equip   | PJ | PG | PE | PP | GF | GC | DG | Pts | Classificació          |
| --- | ------- | -- | -- | -- | -- | -- | -- | -- | --- | ---------------------- |
| 1   | Ghana   | 2  | 2  | 0  | 0  | 2  | 0  | +2 | 4   | Avança a la fase final |
| 2   | Senegal | 2  | 1  | 0  | 1  | 2  | 2  | 0  | 2   | Avança a la fase final |
| 3   | Guinea  | 2  | 0  | 0  | 2  | 1  | 3  | −2 | 0   |                        |

| Ghana       | 1–0 | Guinea |
| ----------- | --- | ------ |
| Akonnor 87' |     |        |

| Senegal                        | 2–1 | Guinea        |
| ------------------------------ | --- | ------------- |
| Gueye 46' (pen.) · Tendeng 50' |     | A. Camara 44' |

| Ghana      | 1–0 | Senegal |
| ---------- | --- | ------- |
| Polley 42' |     |         |

### Eliminatòries
|  | Quarts de final   | Quarts de final   |                    |       | Semifinals  | Semifinals  |  |  | Final | Final |
|  |                   |                   |                    |       |             |             |  |  |       |       |
|  | 2 d'abril - Tunis |                   |                    |       |             |             |  |  |       |       |
|  |                   |                   |                    |       |             |             |  |  |       |       |
|  | Zaire             | 0                 |                    |       |             |             |  |  |       |       |
|  | Zaire             | 0                 | 6 d'abril - Tunis  |       |             |             |  |  |       |       |
|  | Nigèria           | 2                 |                    |       |             |             |  |  |       |       |
|  | Nigèria           | 2                 | Nigèria (p.p.)     | 2 (4) |             |             |  |  |       |       |
|  | 3 d'abril - Sussa |                   | Nigèria (p.p.)     | 2 (4) |             |             |  |  |       |       |
|  |                   | Costa d'Ivori     | 2 (2)              |       |             |             |  |  |       |       |
|  | Ghana             | Costa d'Ivori     | 2 (2)              | 1     |             |             |  |  |       |       |
|  | Ghana             |                   | 10 d'abril - Tunis | 1     |             |             |  |  |       |       |
|  | Costa d'Ivori     | 2                 |                    |       |             |             |  |  |       |       |
|  | Costa d'Ivori     | 2                 | Nigèria            | 2     |             |             |  |  |       |       |
|  | 2 d'abril - Tunis |                   | Nigèria            | 2     |             |             |  |  |       |       |
|  |                   | Zàmbia            | 1                  |       |             |             |  |  |       |       |
|  | Egipte            | Zàmbia            | 1                  | 0     |             |             |  |  |       |       |
|  | Egipte            | 6 d'abril - Tunis |                    | 0     |             |             |  |  |       |       |
|  | Mali              | 1                 |                    |       |             |             |  |  |       |       |
|  | Mali              | 1                 | Mali               | 0     |             |             |  |  |       |       |
|  | 3 d'abril - Sussa |                   | Mali               | 0     |             |             |  |  |       |       |
|  |                   | Zàmbia            | 4                  |       | Tercer lloc | Tercer lloc |  |  |       |       |
|  | Zàmbia            | Zàmbia            | 4                  | 1     | Tercer lloc | Tercer lloc |  |  |       |       |
|  | Zàmbia            |                   | 10 d'abril - Tunis | 1     |             |             |  |  |       |       |
|  | Senegal           | 0                 |                    |       |             |             |  |  |       |       |
|  | Senegal           | 0                 | Costa d'Ivori      | 3     |             |             |  |  |       |       |
|  |                   |                   |                    |       |             |             |  |  |       |       |
|  | Mali              | 1                 |                    |       |             |             |  |  |       |       |
|  | Mali              | 1                 |                    |       |             |             |  |  |       |       |

#### Quarts de final
| Zaire | 0–2 | Nigèria                |
| ----- | --- | ---------------------- |
|       |     | Yekini 51', 71' (pen.) |

| Ghana       | 1–2 | Costa d'Ivori             |
| ----------- | --- | ------------------------- |
| Akonnor 77' |     | Tiéhi 30' · A. Traoré 81' |

| Egipte | 0–1 | Mali          |
| ------ | --- | ------------- |
|        |     | S. Traoré 64' |

| Zàmbia     | 1–0 | Senegal |
| ---------- | --- | ------- |
| Sakala 38' |     |         |

#### Semifinals
| Nigèria                                     | 2–2 (pr.) | Costa d'Ivori                     |
| ------------------------------------------- | --------- | --------------------------------- |
| Iroha 26' · Yekini 40'                      |           | Bassolé 19', 31'                  |
| Tanda de penals                             |           |                                   |
| Finidi · Siasia · Amokachi · Iroha · Yekini | 4–2       | Kouamé · Fallet · Bassolé · Amani |

| Zàmbia                                                 | 4–0 | Mali |
| ------------------------------------------------------ | --- | ---- |
| Litana 8' · Saileti 30' · K. Bwalya 47' · Malitoli 73' |     |      |

#### 3r i 4t lloc
| Costa d'Ivori                    | 3–1 | Mali       |
| -------------------------------- | --- | ---------- |
| Koné 2' · Ouattara 67' · Sie 70' |     | Diallo 46' |

#### Final
| Nigèria         | 2–1 | Zàmbia    |
| --------------- | --- | --------- |
| Amunike 5', 47' |     | Litana 3' |

## Campió
| Guanyador de Copa d'Àfrica 1994 |
| ------------------------------- |
| · Nigèria · Segon títol         |

## Golejadors
5 gols
- Rashidi Yekini

4 gols
- Joël Tiéhi

2 gols
- Michel Bassolé
- Bashir Abdel Samad
- Charles Akonnor
- Emmanuel Amunike
- Elijah Litana
- Kenneth Malitoli

1 gol
- Tchiressoua Guel
- Adama Koné
- Ahmed Ouattara
- Donald-Olivier Sie
- Abdoulaye Traoré
- Hamza El-Gamal
- Ayman Mansour
- Prince Polley
- Aboubacar Titi Camara
- Fernand Coulibaly
- Amadou Diallo
- Modibo Sidibé
- Soumaila Traoré
- Mutiu Adepoju
- Ben Iroha
- Momath Gueye
- Athanas Tendeng
- Faouzi Rouissi
- Lemba Basaula
- Nsumbu Ngoy
- Kalusha Bwalya
- Zeddy Saileti
- Evans Sakala

## Equip ideal de la CAF
Porter
- Ahmed Shobair

Defenses
- Frank Amankwah
- Harrison Chongo
- Elijah Litana
- Benedict Iroha

Mitjos
- Serge-Alain Maguy
- Jay-Jay Okocha
- Daniel Amokachi
- Abedi Pele

Davanters
- Joël Tiéhi
- Rashidi Yekini